# Ángel Elduayen
Ángel Elduayen Mathet o Ángel Elduayen Mathé (Madrid, 6 de marzo de 1855-Madrid, 19 de julio de 1927) fue un político español.

## Biografía
Hijo natural de José Elduayen Gorriti y de su prima segunda, María Joaquina Mathé y Jado-Cagigal, Ángel fue capitán de buque. Miembro del Partido Conservador, fue diputado a las Cortes en 1891 por el distrito de Villacarrillo (Jaén), renunciando a él para optar por el distrito de Vigo. En 1893 vuelve a resultar elegido diputado, esta vez por el distrito de Lalín, puesto que repetiría en sucesivas elecciones hasta 1903. Desde 1903 fue senador por la provincia de Pontevedra hasta 1920.
Ostentó el título de marqués de Elduayen, consorte, por su mujer María Ximénez Sandoval Saavedra, a quien le había sido concedido por Alfonso XII en 1876. La sucedió en el título su hijo José Elduayen Ximénez de Sandoval, nacido en Madrid el 15 de mayo de 1893. También de este matrimonio nació su hija María en Madrid el 8 de noviembre de 1897, la cual falleció el 5 de mayo de 1916.
Se volvió a casar, esta vez con Fermina de Bonilla y, además de José, tuvo otras dos hijas, María Dolores y María de los Ángeles. En el momento de su muerte, Ángel Elduayen tenía el grado de Contralmirante de la Armada.
Tenía su residencia en la plaza de la Lealtad de Madrid.